# Кретингское районное самоуправление
Кретингское районное самоуправление (лит. Kretingos rajono savivaldybė, до 1995 — Кре́тингский райо́н) — муниципальное образование в Клайпедском уезде Литвы.

## История
7 декабря 1959 года к Кретингскому району была присоединена часть территории упразднённого Салантайского района.
На территории района расположен лес Йоскауду, в котором находится Эршкетинский родник и часовня.

## Население
| Год  | Численность | Численность |
| ---- | ----------- | ----------- |
| 1959 | 39 300      | [ 1 ]       |
| 1970 | 42 100      | [ 1 ]       |
| 2015 | 39 758      |             |
| 2020 | 37 427      |             |

## Населённые пункты
- 2 города — Кретинга и Салантай;
- 2 местечка — Дарбенай и Картяна;
- 196 деревни.

Численность населения (2001):
- Кретинга — 21 423
- Салантай — 1 942
- Видмантай — 1 880
- Дарбенай — 1 598
- Кулупенай — 1 348
- Падваряй — 1 254
- Картяна — 1 022
- Кретинсодис — 1 001
- Курмайчяй — 646
- Грушлауке — 631

## Административное деление
Крятингский район подразделяется на 8 староств:
- Дарбенайское (лит. Darbėnų seniūnija; адм. центр: Дарбенай);
- Жальгирское (лит. Žalgirio seniūnija; адм. центр: Рагувишкяй);
- Имбарское (лит. Imbarės seniūnija; адм. центр: Салантай);
- Картянское (лит. Kartenos seniūnija; адм. центр: Картяна);
- Кретингское (лит. Kretingos seniūnija; адм. центр: Кретинга);
- Кретингское городское (лит. Kretingos miesto seniūnija; адм. центр: Кретинга);
- Кулупенайское (лит. Kūlupėnų seniūnija; адм. центр: Кулупенай);
- Салантайское городское (лит. Salantų seniūnija; адм. центр: Салантай).